# Khalid Boulami
Khalid Boulami (ur. 7 sierpnia 1969) - były marokański lekkoatleta, długodystansowiec, medalista Igrzysk olimpijskich i mistrzostw świata.

## Sukcesy
- 4 medale w drużynie (bieg długi) podczas Mistrzostw świata w biegach przełajowych (3 srebrne - 1994, 1996, 1997 oraz brąz w 1998)
- 2. miejsce w Finale Grand Prix IAAF (Bieg na 5000 m Paryż 1994)
- srebrny medal Mistrzostw Świata w Lekkoatletyce (Göteborg 1995)
- 3. miejsce na Finale Grand Prix IAAF (Bieg na 3000 m Monako 1995)
- brąz Igrzysk olimpijskich (Bieg na 5000 m Atlanta 1996)
- srebrny medal podczas Mistrzostw Świata w Lekkoatletyce (Bieg na 5000 m Ateny 1997)
- 1. miejsce w Finale Grand Prix IAAF (Bieg na 5000 m Fukuoka 1997)

Jego młodszy brat - Brahim również był lekkoatletą, m.in. byłym rekordzistą świata na 3000 metrów z przeszkodami.

## Rekordy życiowe
- Bieg na 3000 m - 7:30.99 (1997)
- Bieg na 5000 m - 12:53.41 (1997)